# Clinical Pharmacology & Therapeutics
 Clinical Pharmacology & Therapeutics, abgekürzt Clin. Pharm. Ther., ist eine wissenschaftliche Zeitschrift, die von der Nature-Verlagsgruppe veröffentlicht wird. Die erste Ausgabe erschien 1960. Die Zeitschrift erscheint monatlich.
Es werden interdisziplinäre Arbeiten, die die experimentelle und die klinische Medizin betreffen, veröffentlicht. Zu den Themen, die besondere Berücksichtigung finden gehören u. a.: Personalisierte Medizin, Pharmakogenomik, Pharmakovigilanz, Pharmakoepidemiologie sowie klinische Studien.
Der Impact Factor lag im Jahr 2014 bei 7,903. Nach der Statistik des ISI Web of Knowledge wird das Journal mit diesem Impact Factor in der Kategorie Pharmakologie und Pharmazie an neunter Stelle von 254 Zeitschriften geführt.
Chefherausgeber ist Scott Waldman, (Thomas Jefferson University, Philadelphia, Vereinigte Staaten von Amerika).